# Kirup
Kirup is een plaatsje in de regio South West in West-Australië. Het ligt 228 kilometer ten zuiden van Perth. Het werd oorspronkelijk Upper Capel genoemd omdat het in de vallei van de bovenloop van de Capelrivier ligt. Het ligt langs de South Western Highway tussen Donnybrook en Balingup. 

## Geschiedenis
In de jaren 1870 startte Joseph Cookworthy een runderstation in Upper Capel en plaatste het onder beheer van John Moore. In die tijd werden alle benodigdheden vanuit Bunbury aangevoerd met een ossenwagen of te paard. Tegen 1890 woonde er genoeg mensen in Upper Capel om een cricketploeg samen te stellen. De ploeg speelde tegen teams uit Ferguson, Upper Preston en Greenbushes.
In 1897 werd goud gevonden 20 kilometer noordelijker nabij Donnybrook. Tegen 1898 hadden de goudzoekers Upper Capel bereikt waar drie gebieden werden afgebakend om goud te zoeken.
De Upper Capel spooraansluiting werd aangelegd eind 1897 en aangesloten op de nieuwe spoorlijn tussen Donnybrook en Bridgetown. Hierdoor werd George Baxter in de gelegenheid gesteld een houtconcessie van 6000 hectare te ontwikkelen. Baxter stichtte de Preston Jarrah Sawmills met een 8 kilometer lang aanvoerspoor vanaf de Upper Capel spooraansluiting. De houtzagerij produceerde voor export via Bunbury. Er werden dwarsliggers geproduceerd voor de Menzies-Leonora railway, voor de Nieuw-Zeelandse regering, de spoorwegen van Zuid-Afrika en New South Wales en hout voor de nieuwe dokken in Fremantle.
In 1901 werd het nieuwe dorp opgemeten en gesticht naast het Upper Capel spoorwegstation. De Upper Capel Roads Board, met hoofdzetel in Balingup, stelde voor het dorp "Keerup" te noemen, naar de Nyungahbenaming voor het gebied. "Keerup" zou "plaats van de zomervliegjes" betekenen. Het werd Kirupp en vanaf 1931 Kirup.
In 1905 werd het Kirup Hotel gebouwd door H. Doyle voor 935 pond. De eerste vergunninghouder was H. Kreitmayer die ook actief was in het gemeenschapsleven en een zitje had in de Balingup Road Board in 1908 en 1909. Het hotel werd later omgebouwd tot een taverne en kreeg achteraan een klein caravanpark.
Na de Eerste Wereldoorlog werd Kirup opgenomen in de Soldier Settlement Schemes. Grote historische landgoederen zoals het Ravenscliffe Estate (935 hectare),  Brazier Estate (546 hectare) en Ryall Estate (364 hectare) werden door de overheid opgekocht en opgedeeld zodat teruggekeerde soldaten zich er konden vestigen.

## Economie
Kirups belangrijkste industrieën zijn biologische tuinbouw, fruitteelt en veeteelt. Het dorpje is bekend voor de Kirup Syrup, een rode wijn oorspronkelijk gemaakt door Alberto Vinci op zijn plaatselijke wijngaard.

## Bekende bewoners
- Luitenant-colonel Noel Brazier (1866-1947), tweede eigenaar van Rockfield, oprichter en bevelhebber van het 10th Light Horse Regiment.

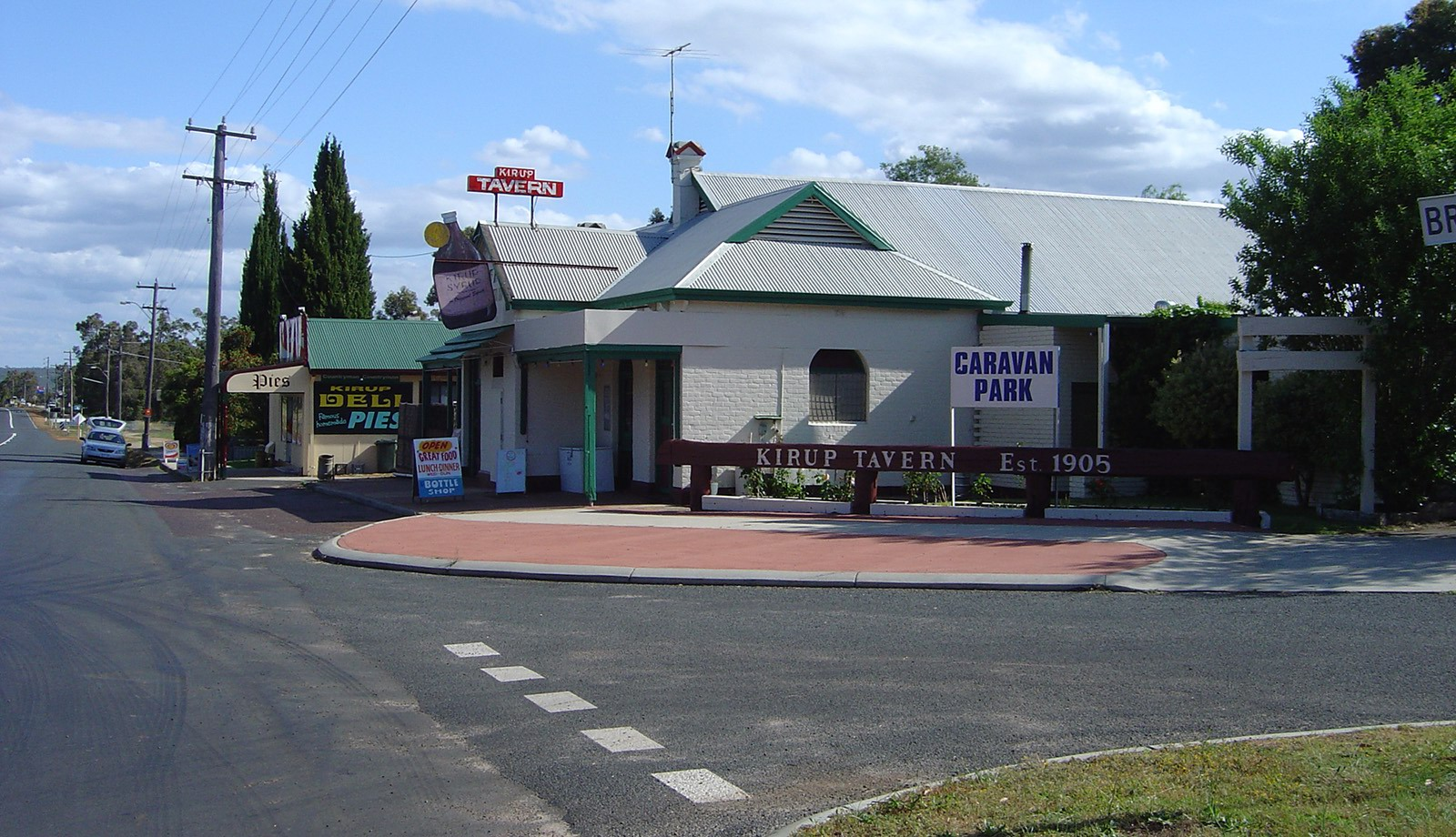
De taverne in Kirup

Acton Park · Alexandra Bridge · Allanson · Augusta · Balingup · Benger · Binningup · Boyanup · Boyup Brook · Bramley · Bridgetown · Brookhampton · Brunswick Junction · Bunbury · Burekup· Busselton · Capel · Carbunup River · Chowerup · Collie · Cookernup · Cowaramup · Cundinup · Dardanup · Deanmill · Dingup · Dinninup · Donnelly River · Donnybrook · Dunsborough · Elgin · Ferguson · Forest Grove · Forrest Beach · Gnarabup · Gracetown · Greenbushes · Harvey · Hester · Jardee · Jarrahwood · Karridale · Kirup · Kudardup · Kulikup · Ludlow · Manjimup · Margaret River · Mayanup · Metricup · Mullalyup · Myalup · Nannup · Northcliffe · Nyamup · Pemberton · Peppermint Grove Beach · Prevelly · Quindalup · Quinninup · Roelands · Rosa Brook · Shotts · Stratham · Uduc · Vasse · Walpole · Waterloo · Wilga · Windy Harbour · Witchcliffe · Wilyabrup · Wokalup · Wonnerup · Worsley · Yallingup · Yalup Brook · Yarloop · Yoongarillup · Yornup